# كوكسونيا
الكوكسونيا (الاسم العلمي: Cooksonia)، وهي مجموعة منقرضة من النباتات الأرضية البدائية.ويرجع تاريخ أقدم كوكسونيا إلى منتصف العصر السيلوري (فترة الوينلوك)؛ وقد استمرت هذه المجموعة بأن تكون مكونًا مهمًا للنباتات حتى نهاية فترة الديفوني المبكر، منذ 433 وحتى 393 مليون سنة مضت. كانت أحافيرها متوزعة على مستوى العالم، لكن معظم العينات أتت من بريطانيا، حيث تم اكتشافها لأول مرة في عام 1937.وتتميز الكوكسونيا بأنها أقدم نبات معروف له ساق بأنسجة وعائية، وهو بالتالي فهي شكل انتقالي بين النباتات الطحلبية الغير وعائية والنباتات الوعائية.